# 龙塘乡 (彭水县)
龙塘乡，是中华人民共和国重庆市彭水苗族土家族自治县下辖的一个乡镇级行政单位。

## 行政区划
龙塘乡下辖以下地区：
双龙村、桃子村、黄金村、双星村、白金村、桃园村、石院村和石园村。